# Anca Todoni
Anca Todoni (nació el 10 de octubre de 2004) es una tenista profesional rumana.
Todoni tiene un ranking de individuales WTA más alto de su carrera, n.º 136, logrado el 10 de junio de 2024. También fue n.º 512 en dobles, logrado el 10 de junio de 2024.
En febrero, hizo su debut en el cuadro principal de la WTA en el Torneo de Cluj-Napoca 2024, después de recibir una wild card.
Hizo su debut en Grand Slam en el Campeonato de Wimbledon 2024 después de clasificarse.

## Títulos WTA 125s

### Individuales (2–0)
| Resultado | Fecha                  | Torneo     | Superficie    | Oponente        | Puntaje     |
| --------- | ---------------------- | ---------- | ------------- | --------------- | ----------- |
| Campeona  | 9 de junio de 2024     | Bari       | Tierra batida | Panna Udvardy   | 6-4, 6-0    |
| Campeona  | 3 de noviembre de 2024 | Santa Cruz | Tierra batida | Emiliana Arango | 7-6(5), 6-0 |